# Голос народа
«Голос народа» — орган Всесибирского краевого комитета Партии социалистов-революционеров в 1918 г.
С 12 июня по 10 ноября 1918 г. редактором газеты был депутат Учредительного собрания М. Ф. Омельков. В редактировании газеты принимал участие член Учредительного собрания и Сибирской областной думы Н. Я. Быховский.
Газета издавалась в Томске с 15 мая по декабрь 1918 г. Всего вышло 157 номеров. Первый номер вышел 15 мая 1918 г., но тираж был арестован большевиками. Цена отдельного номера в Томске - 30 коп., вне города - 35 коп. Номер газеты состоит из 4 страниц. Формат приближен к современному А2.
После прихода к власти Колчака газета стала цензурироваться властями. 11 декабря 1918 г. из подзаголовка было убрана аффилиация с ПСР, 14 декабря 1918 г. вышел последний номер.